# Personnages de Maburaho
Cette page contient une liste des personnages des romans illustrés Maburaho, et une présentation succincte des groupes auxquels ils appartiennent ou ont appartenu.

## Principaux

### Protagoniste
Kazuki Shikimori (式森和樹, Shikimori Kazuki) / « [M.] le Plus Grand Magicien du Monde » (世界一の魔術師（さん）, sekaiichi no majutsushi[-san]) (surnom — autoproclamé ; par Yūna Miyama et Chihaya Yamase)
- Âge : 17 ans
- Date de naissance : 25 octobre
- Groupe sanguin : A
- Taille : 1,70 m
- Poids : 57 kg
- Quota magique : 8 (initial) ; 7 (introduction)

Le personnage principal de l’histoire.
Un adolescent normal et élève peu reluisant de la classe 2-B à l’Académie Aoi.
Au début de l’intrigue, il est la risée de son école car il ne peut utiliser sa magie que huit fois au total, ce qui est bien en dessous de la moyenne.
En dépit de ses déboires, il demeure un garçon gentil et prévenant avec le cœur sur la main.
Yūna Miyama (宮間夕菜, Miyama Yūna) / l’« épouse de Kazuki » (和樹の妻, Kazuki no tsuma) (surnom autoproclamé)
- Âge : 16 ans
- Date de naissance : 2 septembre
- Groupe sanguin : A
- Taille : 1,63 m
- Poids : « Ne me demande pas ![1] »
- Mensurations : 81-57-83[2] / 81-58-83[3]
- Quota magique (introduction) : 210 000

Le personnage féminin principal de l’histoire et l’une des prétendantes de Kazuki.
Fille à couettes et mèche rebelle candide et belle issue d’une prestigieuse famille — mais en déclin magique — spécialisée en magie occidentale, ainsi qu’une excellente élève, elle est nouvellement transférée à l’Académie Aoi dans la classe 2-B du jeune homme au début de l’histoire.
Apparaissant soudainement dans la vie de Kazuki, elle se proclame à sa grande surprise comme « son épouse » et souhaite emménager avec lui, lui témoignant des attentions ainsi qu’un amour sincère — et donc, une forte jalousie envers les filles lui tournant autour : bien qu’il ne s’en rappelait pas vraiment dans l’instant, ils s’étaient déjà rencontrés dans leur enfance, Yūna lui ayant alors promis de devenir sa femme quand elle serait grande après que le garçon l’ait consolée. Elle conserve autour de son cou le même pendentif en forme de cœur qu’elle portait à l’époque.
Elle semble être la seule du trio principal à témoigner d’intentions pures (ou tout du moins, sincères) pour Kazuki. Pourvue de qualités d’épouse modèle comme ses compétences en cuisine, elle le découvre partager avec elle sa répulsion envers les anguilles.
Kuriko Kazetsubaki (風椿玖里子, Kazetsubaki Kuriko) / l’« amante de Kazuki » (和樹のラバー, Kazuki no Rabā) (surnom autoproclamé) / « Mère » (御母様, okāsama) (par Elizabath)
- Âge : 17 ans[3] / 18 ans[2]
- Date de naissance : 29 octobre
- Groupe sanguin : B
- Taille : 1,72 m
- Poids : « Ne me demande pas ![1] »
- Mensurations : 88-57-87[2] / 88-63-89[3]
- Quota magique (introduction) : 140 000

L’une des personnages féminins principaux de l’histoire et prétendantes de Kazuki.
Fille à chevelure relâchée très populaire auprès des garçons et à la plastique avantageuse, benjamine d’une sororité de cinq enfants issues d’une riche et influente famille à la tête de l’un des principaux conglomérats du pays (mais émergente en tant que famille magicienne), spécialisée dans l’emploi de talismans magiques ainsi qu’une puissante élève, elle est une condisciple du jeune homme de troisième année à l’Académie Aoi.
Apparaissant soudainement dans la vie de Kazuki, elle le harcèle sexuellement et assume ouvertement vouloir obtenir ses « gènes » : ambitieuse et calculatrice au sens des affaires aiguisé, mue par le devoir familial mais aussi le prestige personnel — à l’idée de porter un puissant magicien comme enfant, elle use aisément de son autorité, de ses charmes (quitte à sauter sur le jeune homme et se mettre avec lui dans des situations tendancieuses en public sans s’en formaliser) ou des larges moyens à sa disposition pour tenter d’obtenir de ce qu’elle veut. Bien qu’elle ne soit pas membre du conseil étudiant contrairement aux apparences, il est de notoriété qu’elle l’influence dans les faits comme un véritable dirigeant par ses considérations économiques.
Son aisance à adopter un comportement aguicheur envers Kazuki lui vient de ses lacunes ainsi que sa naïveté sur le plan romantique. Assumant toutefois une féminité débordant à l’occasion, elle porte — aussi bien sous son uniforme scolaire que sa tenue civile — de la lingerie fine suggestive et le porte-jarretelles. Elle sait aussi parler en chinois.
Rin Kamishiro (神城凜 / 神城凛, Kamishiro Rin) / la « mariée de Kazuki » (和樹の嫁, Kazuki no yome) (surnom autoproclamé)
- Âge : 15 ans[3] / 16 ans[2]
- Date de naissance : 11 mars
- Groupe sanguin : O
- Taille : 1,49 m
- Poids : « Secret ![1] »
- Mensurations : 79-54-80[2] / 79-55-80[3]

L’une des personnages féminins principaux de l’histoire et prétendantes de Kazuki.
Fille à chevelure attachée en deux très populaire auprès des garçons et à l’apparence petite et mignonne, candidate à la succession d’une famille ancienne et traditionaliste de chasseurs de monstres originaire de Kyūshū, spécialisée dans l’art du sabre et la magie de protection ainsi qu’une élève émérite, elle est une condisciple du jeune homme de première année à l’Académie Aoi.
Apparaissant soudainement dans la vie de Kazuki, elle tente de le tuer avec son arme et assume au début être « obligée » à obtenir ses « gènes » : vêtue, contrairement aux autres élèves qui portant l’uniforme scolaire, du traditionnel hakama (avec haut de corps et chaussettes assortis) et portant le sabre à la ceinture — ainsi qu’une autre lame dissimulée, mue par le devoir familial mais réticente à l’idée de porter l’enfant de ce garçon qu’elle juge (au départ) médiocre et méprisable, elle trahit à l’opposé de son attitude habituellement digne et sérieuse ainsi que son stoïcisme apparent — et sa physionomie de petite fille adorable, un tempérament réel caractériel, explosif et assassin. Elle est membre de l’association extrascolaire de biologie et participe, du fait de sa maîtrise, à celle d’escrime à l’occasion.
En vérité en rébellion contre le chef de famille, elle n’est pas à l’aise avec sa féminité ou les choses de l’amour en général : extrêmement timide avec ses sentiments et facilement embarrassée sur le plan romantique ou social, elle manifeste (à son plus grand regret) de grosses lacunes en cuisine. Hypermétrope, elle porte occasionnellement des lunettes pour corriger ce problème.
Maiho Kurioka (栗丘舞穂, Kurioka Maiho) / la « femme de Kazuki » (和樹のお嫁さん, Kazuki no oyome-san) (surnom autoproclamé)
- Âge : 13 ans
- Date de naissance : 7 février
- Taille : 1,39 m
- Poids : « Je ne sais pas[1] »

L’une des personnages féminins principaux de l’histoire et prétendantes de Kazuki. Originellement apparue dans la partie Fukkatsu no maki (ふっかつの巻) de la série de nouvelles, elle n’est révélée que brièvement dans l’adaptation animée — par la scène post-générique de l’épisode final.
Petite fille espiègle, pétillante et joyeuse.
Apparaissant soudainement dans la vie de Kazuki, elle est intégrée à sa classe en en sautant une.
Elle a un pouvoir spécial qui neutralise et absorbe les pouvoirs magiques des autres.
Chihaya Yamase (山瀬千早, Yamase Chihaya)
- Date de naissance : 2 février
- Groupe sanguin : O
- Taille : 1,61 m
- Mensurations : 85-58-87

L’une des personnages féminins principaux de l’histoire et prétendantes de Kazuki. Originellement apparue dans l’édition supplémentaire Maburaho — Rin no maki (まぶらほ 凜の巻) du roman original, elle est par la suite intégrée au canon de l’intrigue principale ainsi qu’à l’adaptation animée.
Fille à chevelure mi-longue coiffée d’une barrette et mèche rebelle franche et belle, elle est révélée ultérieurement dans l’intrigue comme une soupirante de toujours de Kazuki (une amie d’enfance dans l’adaptation animée), ancienne condisciple de l’Académie Aoi transférée dans une autre école après l’avoir rencontré la première année au festival, puis le retrouvant l’année suivante durant un voyage scolaire.
Réapparaissant soudainement dans la vie de ce dernier, elle lui a toujours voué des sentiments mais, par une suite malchanceuse de circonstances et de tentatives ratées, n’a jamais réussi à se déclarer à lui.
Au même titre que sa principale rivale Yūna, son amour pour Kazuki est sincère et authentique, n’étant mû par aucune obligation familiale et bien antérieur à la révélation de son potentiel magique en début d’histoire.

## Secondaires

### AcadémieAoi
L’établissement scolaire fréquenté par les protagonistes.

#### Classe 2-B
La classe du personnage principal, réunissant — au sein de son année scolaire — les étudiants « à problèmes » et autres cas difficiles. S’ils apparaissent collectivement dans les génériques de l’adaptation animée, beaucoup n’ont dans l’intrigue de cette dernière qu’un rôle anecdotique ou inexistant.

##### Étudiants de la classe 2-B
Yukihiko Nakamaru (仲丸由紀彦, Nakamaru Yukihiko)
Un élève à problèmes de la classe 2-B, condisciple de Kazuki.
Il prétend être son « meilleur ami », mais dans les faits se retourne bien souvent contre lui.
Maladivement jaloux comme leurs autres condisciples masculins, du nouveau succès de Kazuki auprès des filles, il est enclin — en bon empêcheur de tourner en rond — à se mêler de ses histoires de cœur. Il a lui-même tendance à avoir Matsuda sur le dos.
Mitsuhiro Uki (浮気光洋, Uki Mitsuhiro)
Un élève perturbateur de la classe 2-B, condisciple de Kazuki.
Garçon de basse condition, il hait les loisirs bourgeois, rêve de révolution prolétarienne et est obsédé par l’argent : sans toutefois s’en laisser gâcher la vie, contrairement à ses camarades de classe il reste pointilleux sur les dépenses ainsi que les bons comptes, et demeure à tous niveaux client de l’académie.
En accord avec ses considérations politiques, il connaît bien les organisations de contre-pouvoir, les chants révolutionnaires ainsi que les taux d’intérêt à travers le monde.
Takashi Yamaguchi (山口隆史, Yamaguchi Takashi)
Un élève érudit et bien noté de la classe 2-B, condisciple de Kazuki.
Garçon en surpoids au visage pâle, à l’air diabétique et terne, il possède néanmoins une grande vitesse ainsi que de l’endurance, et est très compétent en magie.
Cultivant des passions, ses passe-temps se tournent vers la collection de produits culturels de masse comme des œuvres animées, des bandes dessinées, des maquettes en plastique ainsi que des jouets.
Takuto Abe (阿部拓人, Abe Takuto)
Un élève à problèmes de la classe 2-B, condisciple de Kazuki.
Familier avec toutes sortes de jeux de hasard comme le poker, la roulette ou encore le mah-jong, il n’a pourtant jamais gagné car il perd sans s’en rendre compte son impassibilité quand un bon coup se présente, ce que ne lui dit jamais son entourage.
Après l’obtention de son diplôme, il vise à devenir un joueur professionnel de mah-jong, mais ses camarades de classe lui recommandent de devenir employé de bureau. À noter qu’il est également faible à pierre-papier-ciseaux.
Shingo Mikuriya (御厨真吾, Mikuriya Shingo)
Un élève douteux de la classe 2-B, condisciple de Kazuki.
Enfant de directeurs d’une compagnie pharmaceutique et toxicomane sévère, il mène lui-même des expériences chimiques douteuses nuit après nuit dans son dortoir : sa chambre ressemble plus à une fabrique de contrebande de narcotiques qu’à une officine.
Il admire tellement le Dr Akai qu’il devient parfois le sujet consentant de ses expériences et réactifs suspects, et ressemble à l’acteur Gin Maeda (ja).
Yūichirō Araiba (新井場勇一郎, Araiba Yūichirō)
Un élève perturbateur de la classe 2-B, condisciple de Kazuki.
Obsédé par l’eschatologie ainsi que les complots, il affirme que le Japon est ciblé par « des extraterrestres de Nibiru et les Atlantes », et qu’il est lui-même « de sang mêlé aux habitants du continent de Mu ». Il pense également qu’« un jour, le gouvernement japonais émettra un ordre de récupération des trésors laissés par les Anciens Japonais et dispersés dans le monde », et ne manque jamais de s’entraîner.
Bien sûr, le moyen de communiquer ces ordres sera inattendu, et il ne fait qu’accumuler quotidiennement des connaissances inutiles.
Norihisa Itō (伊藤紀久, Itō Norihisa)
Un élève intimidant de la classe 2-B, condisciple de Kazuki.
Corporellement taillé comme un culturiste et au visage de jeune criminel, même un policier est en proie au doute lorsqu’il porte des lunettes fumées : et pourtant, il est lui-même de nature timide et gentille. Ayant une alimentation extrêmement déséquilibrée, il n’apprécie ni la viande, ni le poisson, ni les légumes, donc la manière par laquelle son corps est devenu ainsi est inexpliquée.
Il aime des poètes comme Verlaine et Baudelaire.
Hayato Ōguro (大黒隼人, Ōguro Hayato) / le « Taka Katō de l’Académie Aoi » (葵学園の加藤鷹, Aoi gakuen no Katō Taka) ; le « Messager du Dieu érotique » (エロ神様の使い, Erogamisama no tsukai) (surnoms)
Un élève reconnu de la classe 2-B, condisciple de Kazuki.
Pourvu d’un teint hâlé et de traits profondément ciselés, il est décrit par tous comme ayant « tout d’un acteur de film pour adultes ».
Lui-même connaissant très bien le milieu ainsi que les productions érotiques, certains étudiants le vénèrent en la matière, d’où ses surnoms.
Daiki Kakimoto (柿本大紀, Kakimoto Daiki)
Un élève intrigant de la classe 2-B, condisciple de Kazuki.
Ancien délégué de classe des 2-B à l’apparence inoffensive et affichant toujours un visage dérangeant, il rassemblait tout le monde : en conséquence de quoi, il fut nommé délégué après une période d’essai de six mois. Il manifesta immédiatement après une obsession pour l’argent et planifiait divers stratagèmes pour en gagner.
Dans le troisième volume de la série de nouvelles — ainsi que seconde de sa propre partie, Yūrei no maki — Naka (ゆうれいの巻・なか), il devient fugitif à la suite de la découverte qu’il monopolisait les bénéfices de jeu d’argent en utilisant Kazuki : alors caché à Montevideo, il se fait capturer après avoir été vaincu dans une bataille contre une équipe d’assassinat sélectionnée par sa classe, et est placé sous stricte surveillance. À la suite de ces faits, les 2-B demeurent sans délégué.
Hideaki Kazuma (數馬秀明, Kazuma Hideaki)
Un élève perturbé de la classe 2-B, condisciple de Kazuki.
Dérangé par les filles, son visage devient rouge et son cœur palpitant quand il se retrouve face à l’une d’entre elles. Entré par erreur à l’Académie Aoi, il s’est évanoui à la cérémonie d’entrée. Détournant les yeux durant la conversation, il est reconnu à certains moments comme « rude et classe ».
Son ambition est de gouverner le Japon et d’en expulser toutes les femmes.
Gakuya Kitano (北野岳也, Kitano Gakuya)
Un élève populaire de la classe 2-B, condisciple de Kazuki.
Plus beau garçon de sa classe, il a du succès auprès des filles extérieures à la 2-B, mais d’autres penchants et ne s’intéresse qu’aux personnages en deux dimensions : ayant une habitude à « tomber amoureux d’hommes durs et intrépides », il justifie ses goûts par le fait que « les personnages ne vieillissent pas, ce qui est bien » cependant, comme il s’agit de fiction, il a souvent le cœur brisé.
Son partenaire idéal est Duke Tōgō.
Tomokazu Komano (駒野智和, Komano Tomokazu)
Un élève discret de la classe 2-B, condisciple de Kazuki.
Loup solitaire au visage d’une beauté pointue, il suit les cours tranquillement et tout seul car il ne veut pas stagner, mais n’arrive pas à se taire car les autres parlent trop : de ce fait, il s’est — inintentionnellement — imposé comme un garçon légèrement ombrageux mais apprécié dans sa classe, qui voit en lui une certaine « idiotie ».
Il compense ses lacunes en expression orale par son laconisme.
Yoshito Komatsubara (小松原嘉人, Komatsubara Yoshito)
Un élève douteux de la classe 2-B, condisciple de Kazuki.
Comme il a des parents avares qui ne lui enverront jamais d’argent de poche, il est impliqué dans des systèmes de vente pyramidale, multiniveau, sur rendez-vous et autres sortes d’« affaires douteuses ». Un jour, il vendit à des élèves des « feuilles de test obtenus secrètement » : évidemment des faux et les élèves escroqués étaient en échec, mais il a baratiné et n’a pas rendu l’argent.
En conséquence, il est détesté par les condisciples extérieurs à sa classe.
Yūya Sano (佐野勇弥, Sano Yūya)
Un élève populaire de la classe 2-B, condisciple de Kazuki.
Beau garçon et confiant, il aime les filles et a un énorme historique de drague. Or, il n’a jamais eu de succès par de nobles aspirations : l’histoire étant floue, il en est dit que c’est « comme faire de la plongée avec tuba pour escalader une montagne ».
Sa force étant pourtant de ne pas se décourager ordinairement, il s’est tout de même perdu de vue après avoir appris la popularité de Kazuki.
Yū Tamano (玉乃優, Tamano Yū)
Un élève perturbateur de la classe 2-B, condisciple de Kazuki.
Sataniste revendiqué mais vouant surtout un culte à l’argent, il tente se faire payer des frais d’invocation de démons sous le slogan « Dieu est mort, mais le Diable est toujours vivant », ainsi que de vendre des queues et ailes de diable fabriquées : ce pour quoi il dégoûte Suwazono et d’autres satanistes dans l’âme, bien qu’il ne semble pas du tout s’en soucier.
Selon l’intéressé, « Même si le monde est détruit, seuls le Diable et l’argent survivront ».
Hideo Teshima (手島秀夫, Teshima Hideo)
Un élève intrigant de la classe 2-B, condisciple de Kazuki.
Petit et aux traits efféminés, il est populaire auprès des filles plus âgées et en profite pour continuer d’extorquer, manger et boire : il assumait largement vouloir vivre à l’avenir en se faisant entretenir, mais est compromis par l’intervention de camarades de classe frustrés, et contraint de revoir ses ambitions.
Il possède un certain pouvoir magique personnel.
Masaya Hattori (服部昌也, Hattori Masaya) / le « Gardien de la classe B » (B組のお庭番, Bī-gumi no o-niwaban) ; l’« Éclaireur anti-enseignant » (対教師用偵察兵, tai-kyōshi-yō teisatsu-hei) (surnoms)
Un élève turbulent de la classe 2-B, condisciple de Kazuki.
Descendant de mercenaire de l’ombre autoproclamé, sa véritable identité est celle d’un fils de cordonnier : néanmoins, il est bel et bien agile et rapide, ce qui est salué par ses surnoms et en fait un véritable atout pour ses camarades de classe.
En effet, si quelque chose se produisait à l’Académie Aoi il serait le premier à le flairer, ce qui permettrait aux 2-B de conserver un avantage sur les autres classes dans la guerre de l’information : l’intéressé essayant toutefois de convertir cette dernière en argent, ledit avantage n’est pas beaucoup exploité.
Hideomi Miyamoto (宮本英臣, Miyamoto Hideomi)
Un élève douteux de la classe 2-B, condisciple de Kazuki.
Faussaire de haut vol, il est doué depuis l’enfance pour imiter l’écriture d’autrui : au collège déjà, il contrefaisait des autographes d’idoles musicales pour les vendre. Maintenant, il sait dupliquer la plupart des documents scolaires : il a, par exemple, dressé une liste de diplômés et l’a vendue à un courtier en listes, ce qui fit chuter par conséquent la valeur de celle de l’Académie Aoi.
Il est notamment capable de falsifier les cartes d’étudiants de quinze lycées à proximité, ce qui lui est possible de faire immédiatement dès lors qu’une photographie lui est fournie.
Jin Muguruma (六車迅, Muguruma Jin)
Un élève perturbateur de la classe 2-B, condisciple de Kazuki.
Garçon aux allures de détective, ce qu’il est en acte, il tend toutefois à être spécieux pour faire de coupables idéals ceux qu’il n’aime pas. Actuellement, qu’il s’agisse des affaires de voyeurisme dans le vestiaire, de vol de portefeuille ou d’incendie volontaire, il conclut à chaque fois que « le coupable est Shikimori » : la raison étant bien sûr qu’il déteste la nouvelle popularité de Kazuki.
Sa capacité de déduction est rapide, mais uniquement utilisée pour ce genre de raisonnement fallacieux, ne faisant jamais montre de sa vivacité d’esprit pour faire les choses sérieusement.
Kōhei Yabuta (薮田公平, Yabuta Kōhei)
Un élève à problèmes de la classe 2-B, condisciple de Kazuki.
Spéculateur haussier de l’Académie Aoi autoproclamé bien qu’il soit mineur, il a nommé un agent pour négocier actions et contrats à terme. Cependant, sans jamais entendre dire que c’était rentable : après avoir récemment échoué avec une mine de diamants en Afrique du Sud, il tente maintenant de se refaire avec une autre de nickel en Zambie.
Son visage vieillit plus vite.

##### Étudiantes de la classe 2-B
Kazumi Matsuda (松田和美, Matsuda Kazumi)
Une élève à problèmes de la classe 2-B, condisciple de Kazuki.
Élève la mieux notée de sa classe mais aussi, la plus méchante fille, elle a révélé son véritable visage dès la rentrée et fait fuir, à cause de ses défauts ostensibles, tous les garçons malgré son physique avantageux.
Présumée par certains comme la coupable par défaut lorsqu’il y a un méfait, elle est autant perturbatrice que Nakamaru — dont elle est elle-même l’empêcheuse de tourner en rond.
Sayumi Morisaki (杜崎沙弓, Morisaki Sayumi)
- Âge : 16 ans
- Taille : 1,82 m

Une élève disciplinée de la classe 2-B, condisciple de Kazuki.
Héritière d’une famille martiale d’exorcistes originaire de Kyūshū et rivale à celle de Rin, elle pratique cependant le combat à mains nues.
Comptant parmi les rares filles au comportement décent dans sa classe, elle maîtrise l’Aikijutsu de l’École Shindō (神堂流合気術) ainsi que les arts martiaux chinois.
Raika Naruo (鳴尾来花, Naruo Raika) / « Naruo le Canular » (デマの鳴尾, Dema no Naruo) (sobriquet)
Une élève agitatrice de la classe 2-B, condisciple de Kazuki.
Fille à lunettes opportuniste et intrusive, elle est présidente de l’association extrascolaire de presse : à l’affût de la moindre nouvelle à relayer, elle a néanmoins une éthique journalistique jaune et est donc peu fiable. Dispensant ses informations « à scandale » récoltées et autres « exclusivités » dans le sensationnalisme le plus décomplexé, elle multiplie les canulars, d’où son surnom donné par des camarades de classe.
Elle est généralement associée à « Sakai la Voyeuse », cousine qui est à la fois sa camarade de classe — depuis la première année de primaire — et rivale.
Makoto Kudō (久藤摩琴, Kudō Makoto)
Une élève intrigante de la classe 2-B, condisciple de Kazuki.
Manipulatrice éhontée affectant des airs innocents, elle use et abuse à outrance de ses larmes de crocodile (au même titre qu’un « pouvoir magique de fille ») afin de servir ses complots et gagner de l’argent sur le dos des élèves masculins crédules, ainsi que des autres victimes qu’elle parvient à tromper.
Elle se plaint que ses charmes soient par contre inopérants sur ses propres camarades de classe qui, eux, ne sont pas dupes.
Naho Harunaga (春永那穂, Harunaga Naho)
Une élève paradoxalement dilettante et bonne de la classe 2-B, condisciple de Kazuki.
Constamment étourdie ou endormie, consacrant la moitié de son temps (même en classe) à son sommeil, elle arrive pourtant à conserver des notes étonnamment bonnes.
Une légende sur elle prétend qu’elle pourrait accomplir ses tâches (comme les exercices de lecture à haute voix en anglais ou terminer un marathon) en dormant et ses camarades de classe, qu’elle « calculerait de l’argent dans son sommeil ».
Matsuba Yūki (結城松葉, Yūki Matsuba)
Une élève turbulente de la classe 2-B, condisciple de Kazuki.
Perpétuellement délirante et à l’imagination excessive, elle est toujours dans son monde à s’inventer des histoires, se persuadant par exemple qu’un « prince » viendra un jour l’« emmener sur son cheval blanc » (et avertissant dans le cas contraire d’une « guerre nucléaire »).
Dans sondit monde délirant, par une illusion — qui est intégrée dans le quatorzième chapitre de la sixième partie — elle se fantasme en princesse en détresse en fuite avec un jeune chevalier errant (se révélant prince d’un certain pays) sans offrir explicitement de fin à cette histoire, ses camarades de classe lui criant à l’oreille de revenir à elle.
Sanae Akiba (秋葉沙苗, Akiba Sanae)
Une élève insolite de la classe 2-B, condisciple de Kazuki.
Peu loquace, fait inhabituel dans sa classe, il semblerait que quelque chose se soit passée quand elle était jeune, et elle a eu dès lors tendance à se rebeller contre la discipline et les règles sociales : elle se heurte souvent au conseil des élèves ainsi qu’à l’école depuis le collège, mais après qu’elle ait intégrée les 2-B il est dit que ce genre d’opposition est devenu « plutôt grossier ».
Ses camarades de classe pensent que si le conseil étudiant était vaincu, « Akiba ne ferait que prendre le pouvoir ».
Misora Īo (飯尾未空, Īo Misora)
Une élève à problèmes de la classe 2-B, condisciple de Kazuki.
Énergique mais toujours pauvre, elle est criblée de dettes et familière avec la survie urbaine, au point que son manque de moyens ferait de la mauvaise herbe un « aliment noble » : pour pourvoir emprunter, elle s’aventure avec toutes sortes d’institutions, de la banque au prêteur sur gage cependant, en demeurant étrangement optimiste, pensant que « ça se passera bien d’une façon ou d’une autre ».
Il n’y a de fait aucune preuve qu’elle ait été chassée pour le recouvrement, et elle est considérée comme faible.
Tsugumi Edamura (枝村つぐみ, Edamura Tsugumi)
Une élève lunaire de la classe 2-B, condisciple de Kazuki.
Ayant un don très personnel de la conversation, elle est capable de parler de toutes sortes de choses qui « dépassent l’entendement humain », de la volonté de l’Univers au renard sacré vivant dans un sanctuaire rural : elle en parle fréquemment au quotidien et claironne que ce n’est pas une « révélation ».
Bien qu’elle fût de prime abord considérée comme effrayante à cause de son regard inquiétant, elle est désormais assumée comme un fait établi et même d’utilité calendaire pour ses camarades : par exemple, en remarquant qu’« aujourd’hui c’est vendredi, puisqu’Edamura communique avec un extraterrestre de la constellation du Cygne ».
Yukie Katanosaka (片野坂雪江, Katanosaka Yukie) / « Grande sœur Yukie » (雪江お姉さん, Yukie onēsan) (sobriquet)
Une élève modèle de la classe 2-B, condisciple de Kazuki.
Parmi les rares personnes dans la classe à posséder du bon sens, calme et semblant étrangement plus mûre, elle est très décontractée en actes mais vive d’esprit, faisant parfois des remarques subtilement acerbes, et ne se fâche jamais au point que cette attitude posée est comparable à celle d’une veuve.
L’entreprise de sa famille est néanmoins douteuse, des personnes visiblement incapables d’honorer des dettes semblant contraintes d’entrer dans une espèce de travail forcé, munies d’un collier électrique à cadenas au cou pour empêcher toute évasion.
Yūsa Konno (今野遊佐, Konno Yūsa)
Une élève excentrique de la classe 2-B, condisciple de Kazuki.
Authentique amatrice de costumade, elle dépense beaucoup d’argent en costumes et accessoires (notamment, de véritables bijoux et non des imitations). De plus, si une convention a lieu à l’étranger, elle se débrouillera même sans fonds pour s’y rendre.
À noter qu’elle ne s’entend pas bien avec leur professeur principal Kaori Iba, celle-ci mettant sur la table qu’elle « n’aime pas ce genre de passionné extrême ».
Mariko Sakai (酒井麻里子, Sakai Mariko) / « Sakai la Voyeuse » (盗撮の酒井, tōsatsu no Sakai) (sobriquet)
Une élève agitatrice de la classe 2-B, condisciple de Kazuki.
Fille à lunettes membre de l’association extrascolaire de photographie, elle se comporte volontiers en photographe à scandale voyeuriste avec son appareil, d’où son surnom donné par des camarades de classe.
Elle est généralement associée à « Naruo le Canular », cousine qui est à la fois sa camarade de classe — depuis la première année de primaire — et rivale.
Reiko Shibasaki (柴崎怜子, Shibasaki Reiko)
Une élève modèle de la classe 2-B, condisciple de Kazuki.
Beauté à lunettes calme et intelligente, son comportement est exemplaire par rapport aux normes des 2-B et son bon sens, à égalité avec ceux de Katanosaka et Morisaki. Une déclaration précise pour la décrire est « assistante de direction déguisée en lycéenne » : elle serait la déléguée idéale pour sa classe mais, au vu de ce que cela impliquerait pour elle, ne se présentera jamais aux élections.
Selon Yukie, « son unique défaut est sa tendance à tomber amoureuse du sexe opposé ».
Kei Suwazono (諏訪園ケイ, Suwazono Kei)
Une élève excentrique de la classe 2-B, condisciple de Kazuki.
Nymphette gothique à fière allure avec des accessoires noirs et argentés, elle est assez ravagée et versée en magie noire : ses épisodes difficiles, comme « tenter suite à quelque éveil soudain de se faire tatouer les bras et les cuisses en fin de primaire » ou encore, « se couper les lèvres avec un couteau en deuxième année de collège pour un premier baiser en se léchant le sang avec une cadette lesbienne », ne manquent pas.
Pour une raison quelconque, elle est amie avec Yayo Senno.
Ryō Takasaki (高嵜涼, Takasaki Ryō)
Une élève perturbatrice de la classe 2-B, condisciple de Kazuki.
Garçon manqué aux traits androgynes et jeune lesbienne professionnelle, elle est évidemment à tendance dominante et sadique : faisant ses jeux d’entrejambe discrètement, elle commet des crasses en se jouant de ses cadettes.
Pour cette raison, il n’est pas rare que les filles abandonnées par elle entrent par effraction dans sa classe pour lui faire une scène en pleurant, un couteau à la main : ce à quoi elle répond sans remords par le chantage affectif pour désamorcer ce type de situation.
Yayo Senno (千野矢夜, Senno Yayo)
Une élève perturbée de la classe 2-B, condisciple de Kazuki.
Petite, timide et très vulnérable, elle éclate aisément en sanglots. La rumeur veut que le carnet noir qu’elle porte toujours avec elle soit rempli de noms de personnes qu’elle maudit de mort.
Elle a une activité consistant à fabriquer et vendre des poupées de paille (ja) à malédiction.
Ichiko Nakata (中田一子, Nakata Ichiko)
Une élève intrigante de la classe 2-B, condisciple de Kazuki.
Fille de scénariste par son père et dotée du caractère attachant d’une idole, elle est présidente de l’association extrascolaire de théâtre. Cependant, sa performance scénique est si mauvaise que cela se voit même à cent mètres : la légende raconterait que « le jeu de Nakata a fait fuir les souris de l’école et son chant, ramené un cadavre à la vie ».
Elle n’est pas plus douée pour l’écriture et ne possède aucun talent littéraire, mais de l’influence politique ainsi que dans les coulisses qui permirent par ces seuls moyens de mener son association à la victoire dans une compétition municipale, raison expliquant sa place de présidente.
Yūko Nishiwaki (西脇裕子, Nishiwaki Yūko)
Une élève agréable de la classe 2-B, condisciple de Kazuki.
Vive et enjouée, elle a un fort appétit ainsi qu’un côté mystérieux. Elle espère que la classe s’entende, quand bien même cela demeure un vœu pieux.
Elle adore manger et fait toujours les courses en rentrant de l’école : bien qu’elle soit une bonne vivante et motivée à la tâche, elle n’est pourtant pas très douée pour cuisiner ses propres repas ou les arts ménagers en général malgré ses efforts, et passe donc ses journées au rayon des plats préparés du grand magasin.
Keiko Fukunishi (福西慧子, Fukunishi Keiko)
Une élève perturbante de la classe 2-B, condisciple de Kazuki.
Personnalité excentrique à la beauté enfantine ainsi que dotée d’un corps souple et léger, elle est membre de l’association extrascolaire de gymnastique : athlète nationale expérimentée, ses compétences particulières consistent à imiter les acrobates chinois et simuler la mort. Elle surprend souvent sa classe en effectuant des postures de yoga pendant les examens, et effraie par sa capacité à plier ses membres dans des positions étranges.
Elle harcèle bien volontiers : entrant une fois par effraction dans un bureau de criminels, elle en est revenue après avoir écrit des farces partout sur ses murs. Il semble qu’un camarade de classe ayant vendu des informations sur le coupable, ait été en conséquence ciblé durant un certain temps.
Seika Yanagimoto (柳本星香, Yanagimoto Seika)
Une élève à problèmes de la classe 2-B, condisciple de Kazuki.
Adoratrice pathologique de l’argent préférant la monnaie sonnante et trébuchante à celle en papier, elle aime particulièrement les choses brillantes comme les pièces d’or et d’argent, raison pour laquelle elle fait toujours tinter ses poches : durant un temps, toutes lesdites pièces recevaient un nom, mais elle a abandonné cette lubie parce qu’elle ne parvenait pas à les retenir.
En lancer à l’instar de Zenigata Heiji, quand bien même elles feraient mouche, est considéré par l’intéressée comme « du gâchis », ceci expliquant qu’elle ne le fasse pas souvent.

#### Personnel scolaire
Haruaki Akai (紅尉晴明, Akai Haruaki)
L’infirmier de l’établissement.
Bel homme à lunettes ténébreux, cultivant le mystère et menant apparemment des expériences suspectes, ses agissements ambigus suscitent le doute. Il semble s’intéresser de près au cas de Kazuki.
Il a une sœur cadette, Shino, qui apparaît ultérieurement dans l’intrigue.
Shino Akai (紅尉紫乃, Akai Shino)
- Âge : inconnu / ± 20 ans (apparence)
- Date de naissance : 10 mars
- Taille : 1,67 m
- Poids : 52 kg
- Mensurations : 84-62-86

La sœur cadette de Haruaki, aspirante enseignante intégrant son établissement comme stagiaire.
Belle et ténébreuse comme son frère, elle cultive autant que lui le mystère et s’intéresse également à Kazuki.
Kaori Iba (伊庭かおり, Iba Kaori)
- Âge : 23 ans
- Taille : 1,71 m
- Poids : 61 kg
- Mensurations : 85-64-89

L’enseignante titulaire de la classe 2-B de Kazuki.
Femme vampire décontractée voire un peu négligée, mais sympathique et relativement coulante avec ses élèves, elle ne prend pas vraiment son travail au sérieux.
Elle est constamment prise à bâiller car elle consacre l’essentiel de son temps et de son énergie à jouer aux jeux vidéo, la nuit et même (discrètement) lors de ses propres cours.
Dans sa version illustrée, elle se révèle comme un agent gouvernemental sous couverture qui est assigné à la protection de Yūna.
Maika Kazetsubaki (風椿麻衣香, Kazetsubaki Maika)
L’une des sœurs aînées de Kuriko, officiant au conseil d’administration de l’établissement.
Femme au tempérament décontracté, c’est elle qui a commandée à sa cadette d’« obtenir » Kazuki et la pousse en ce sens.

#### Entourage proche des protagonistes
Elizabath/Elizabeth von Neunkirchen (エリザベート・フォン・ノインキルヘン, Erizabēto Fon Noinkiruhen)
Le fantôme d’une très juvénile princesse médiévale du Saint-Empire romain germanique expatriée au Japon.
Sa noble famille, déchue de son vivant à la suite d'une défaite à la guerre, mourut dans la misère. Perdurant seule depuis son décès en hantant l’armure de sa défunte mère laissée à l’abandon, dans un manoir dont elle faisait fuir les agents immobiliers, elle s’en fait cependant expulser et arrive chez Kazuki quand l’entreprise de la famille Kazetsubaki en planifie la démolition pour un projet d’appartements.
En allant tous trois (avec Yūna) au chantier pour tenter de sauver au moins ladite armure, ils tombent sur Kuriko qui le supervise personnellement : Elizabath, en la voyant après la destruction de sa demeure, projette alors sa bien-aimée mère (à qui Kuriko ressemble sensiblement) sur elle et décide donc de ne plus la lâcher, habitant dorénavant dans sa poitrine — où elle se « range » quand elle n’apparaît pas.
En dépit de sa longue existence en tant que revenante, elle conserve sa personnalité enfantine.
Shunji Kamishiro (神城駿司, Kamishiro Shunji)
- Âge : > 100 ans

Le « gardien », maître d’armes et grand frère spirituel de Rin.
Surhumain (亜人間, aningen) de la race des « Hommes-loups » (人狼, jinrō) appartenant à la famille Kamishiro depuis un siècle, il s’est aliéné sa disciple en l’entraînant durement et sévèrement sur ordre du clan, à dater de la décision d’en faire la future héritière : mais Rin, opposée à cette idée et rebelle, refuse de s’y soumettre et leur résiste.
N’ayant des Humains que l’apparence, il vit en vérité plus longtemps qu’eux et possède des facultés supérieures aux leurs (telles sa vitesse et son agilité), qui sont davantage amplifiées durant la pleine lune — dont ses congénères et lui seraient possiblement originaires. Alors qu’il semble affable et raisonnable de prime abord, il est pourtant dépeint comme cruel et impitoyable par la jeune fille.

## Autres

### MMM

#### Servantes principales
5e compagnie servante de chasseurs blindés
Liera Scharnhorst (リーラ・シャルンホルスト, Rīra Sharunhorusuto) / le « Plus Grand Chef‐d’œuvre depuis la fondation du MMM » (「MMM創設以来の大傑作」, MMM sōsetsu irai no daikessaku) (surnom)
- Origine :  Allemagne
- Unité : 5e compagnie servante de chasseurs blindés
- Fonction : commandant de compagnie
- Grade : « gouvernante »

Une servante allemande spéciale, capitaine commandant la 5e compagnie servante de chasseurs blindés du MMM ainsi que l’une des prétendantes de Kazuki Shikimori, qui apparait pour la première fois dans la série d’histoires secondaires Meido no maki (メイドの巻).
Toujours calme et posée, elle est une domestique extraordinaire, polyvalente et irréprochable en la matière, des tâches ménagères aux soins infirmiers en passant par le pilotage d’avions de chasse et faire profit sur les marchés financiers : toutefois, elle manque de sang-froid quand il s’agit du garçon.
Aimant ce dernier et voulant qu’il devienne son prochain maître, elle cherche à le détourner de Yūna en l’abordant assez agressivement.
Nelly Freuer (ネリー・フロイアー, Nerī Furoiā)
- Unité : 1er peloton servant de chasseurs (5e compagnie servante de chasseurs blindés)
- Fonction : commandant de peloton
- Grade : « servante de salon »

Un sous‐lieutenant du MMM, subordonnée de Liera commandant le 1er peloton servant de chasseurs.
Ressemblant à une lycéenne à cause de son visage de bébé et de sa petite taille, elle a la forte confiance de son capitaine et excelle à commander des batailles.
Selen Radomski (セレン・ラドムスキー, Seren Radomusukī)
- Unité : Corps d’Afrique servant [MAK / Maid Afrika Korps] (3e compagnie servante de chasseurs blindés) [anciennement] ; peloton servant de reconnaissance (5e compagnie servante de chasseurs blindés)
- Fonction : commandant de peloton
- Grade : « femme de ménage »

Un lieutenant du MMM, subordonnée du même âge que Liera commandant le peloton servant de reconnaissance.
Auparavant, elle appartenait au MAK de la 3e compagnie servante de chasseurs blindés, mais fut extraite par Liera alors qu’elle était sanctionnée pour insubordination par son supérieur : elle ne désire néanmoins pas aller dans une autre compagnie.
Eva Neuville (エーファ・ノイビル, Ēfa Noibiru)
- Unité : 5e compagnie servante de chasseurs blindés
- Grade : « servante de salon »

Un ancien soldat de 2de classe récemment promu 1re classe.
Elle a la maladresse récurrente de casser des assiettes ainsi qu’une sœur aînée visiblement servante comme elle, mais aussi dotée d’une personnalité opposée à la sienne.
2e compagnie servante de chasseurs blindés
Cynthia Frost (シンシア・フロスト, Shinshia Furosuto)
- Origine :  Royaume-Uni
- Unité : 2e compagnie servante de chasseurs blindés
- Fonction : commandant de compagnie
- Grade : « gouvernante »

Un capitaine du MMM commandant la 2e compagnie servante de chasseurs blindés.
Voyant Liera comme une rivale, elle est en conflit avec elle pour une raison quelconque. Elle ne reconnaît par moments nul autre que son maître.

#### Servantes secondaires
Ellen Forssman (エレン・フォシュマン, Eren Foshuman)
- Origine :  Suède
- Unité : 10e compagnie servante de chasseurs blindés
- Fonction : commandant de compagnie
- Grade : « gouvernante »

Un capitaine du MMM commandant la 10e compagnie servante de chasseurs blindés.
Possédant un côté taciturne, bien qu’originaire d’Europe du Nord elle a des problèmes avec la neige.
Dentiste de formation, elle a observé la bouche de Kazuki Shikimori lors de la réunion des commandants de compagnie dans le dix‐huitième volume Jonan no maki — roku (じょなんの巻・ろく) de la série de nouvelles : elle en est tombé amoureuse depuis cette époque.
Glafira Loranova (グラフィーラ・ロラーノヴァ, Gurafīra Rorānova)
- Origine :  Russie
- Unité : 501e compagnie servante de chars
- Fonction : commandant de compagnie
- Grade : « gouvernante »

Un capitaine du MMM commandant la 501e compagnie servante de chars.
Liera est amie avec elle depuis leur formation à Munster.
Lors de la réunion des commandants de compagnie cependant, elle tombe autant qu’Ellen sous le charme de Kazuki — à tel point qui lui suffit à rompre son amitié avec la première.
Marianne Lefort (マリアンヌ・ルフォー, Mariannu Rufō)
- Origine :  France
- Unité : 3e compagnie servante de chasseurs blindés
- Fonction : commandant de compagnie
- Grade : « gouvernante »

Un capitaine du MMM commandant la 3e compagnie servante de chasseurs blindés.
À l’origine la supérieure de Selen, il semble qu’elle ne l’ait pas abandonnée : toutefois, comme Ellen et Glafira, elle tombe amoureuse de Kazuki, et paraît disposée à l’échanger contre son ancienne subalterne.
Klara Nähring (クララ・ネーリング, Kurara Nēringu)
- Origine :  Argentine
- Unité : 8e compagnie servante de chasseurs blindés
- Fonction : commandant de compagnie
- Grade : « gouvernante »

Un capitaine du MMM commandant la 8e compagnie servante de chasseurs blindés.
Ancienne sœur catholique, elle est gaie mais également tête en l’air.
Comme les autres commandants de compagnie, elle semble s’être elle aussi éprise de Kazuki.
Simone Barkmann (シモーネ・バルクマン, Shimōne Barukuman)
- Origine :  Allemagne
- Unité : 7e compagnie servante de chasseurs blindés
- Fonction : commandant de compagnie
- Grade : « gouvernante »

Un capitaine du MMM commandant la 7e compagnie servante de chasseurs blindés.
Son passe‐temps étant la pêche, elle a l’habitude de donner des surnoms de poisson aux subordonnés.
Elle agit en animatrice lors de la réunion des commandants de compagnie.
Reinhilde Obstfelder (ラインヒルデ・オブストフェルダー, Rainhirude Obusutoferudā)
- Origine :  Allemagne
- Unité : 6e compagnie servante de chasseurs blindés
- Fonction : commandant de compagnie
- Grade : « gouvernante »

Un capitaine du MMM commandant la 6e compagnie servante de chasseurs blindés.
Il semblerait — d’après les dires de Liera — qu’elle soit du genre têtue.
Comme les autres commandants de compagnie, elle aime Kazuki.
Claire Everton (クレア・エバートン, Kurea Ebāton)
- Origine :  Royaume-Uni
- Unité : 1re compagnie servante de chasseurs blindés
- Fonction : commandant de compagnie
- Grade : « gouvernante »

Un capitaine du MMM commandant la 1re compagnie servante de chasseurs blindés.
Commandant ses troupes avec une parfaite étiquette, ses capacités sont telles qu’elles lui donnent des « airs victoriens ».
Alors qu’elle n’a pas participé à la bataille pour gagner Kazuki lors de la réunion des commandants de compagnie, elle paraît pourtant être aussi attirée par le garçon.
Valeria Coco (ヴァレーリア・ココ, Varēria Koko)
- Origine :  Italie
- Unité : 4e compagnie servante de chasseurs blindés
- Fonction : commandant de compagnie
- Grade : « gouvernante »

Un capitaine du MMM commandant la 4e compagnie servante de chasseurs blindés.
Fine Baker (フィーネ・ベイカー, Fīne Beikā)
- Origine :  Australie
- Unité : 9e compagnie servante de chasseurs blindés
- Fonction : commandant de compagnie
- Grade : « gouvernante »

Un capitaine du MMM commandant la 9e compagnie servante de chasseurs blindés.
Daisy Kilgore (デイジー・キルゴア, Deijī Kirugoa)
- Origine :  États-Unis
- Unité : 1re compagnie servante de cavalerie
- Fonction : commandant de compagnie
- Grade : « gouvernante »

Un capitaine du MMM commandant la 1re compagnie servante de cavalerie.
« Sarah » (「サラ」, Sara) / « Commandant/Major » (「少佐」, shōsa) (surnom)
- Origine : inconnue
- Unité : troupes brandebourgeoises
- Fonction : commandant de compagnie
- Grade : « domestique »

Un commandant du MMM à la tête des troupes brandebourgeoises.

### Arlésiennes
La défunte mère d’Elizabath (エリザベートの亡き母, Erizabēto no naki haha) / « Mère » (御母様, okāsama) (par Elizabath)
La défunte mère d’Elizabath.
Femme chevalière visiblement à la tête d’une noble famille médiévale du Saint-Empire romain germanique et fortement aimée de sa fille, elle fut déchue avec les siens à la suite d'une défaite à la guerre, et ils moururent dans la misère : Elizabath, demeurant depuis seule en tant que fantôme et expatriée au Japon dans un manoir voué à la démolition, a hanté son armure (seul objet personnel restant d’elle) jusqu’à ce qu’elle ne décide d’habiter au sein de Kuriko Kazetsubaki, qui lui ressemble sous certains angles.
Étant décédée avant le début de l’histoire, elle n’est que mentionnée ou n’apparaît qu’à travers les souvenirs de sa fille.
Keyaki Otomura (音邑けやき, Otomura Keyaki)
Une ancienne élève de l’Académie Aoi ayant fortement marqué le Dr Akai, avec qui elle discutait régulièrement.
Jeune fille à lunettes à la vie malchanceuse, elle était issue d’une famille défavorisée et difficile, son père oniomane les accablant de dettes. Le reste de sa famille (sa mère et sa sœur) et elle furent frappées d’une maladie magique incurable les condamnant à échéance.
Pourtant désireuse de devenir médecin en dépit de son sort, elle se forçait à sourire devant les autres.
Étant décédée avant le début de l’histoire, elle n’est que mentionnée ou n’apparaît qu’à travers des souvenirs d’elle : cependant, elle intervient tout de même indirectement dans l’intrigue par le pendentif laissé derrière elle et qu’elle portait en permanence autour du cou.

## Exclusifs à la version illustrée

### Familles des protagonistes
Kentarō Miyama (宮間健太郎, Miyama Kentarō)
Le père de Yūna, un archéologue.
Yukari Miyama (宮間由香里, Miyama Yukari)
La mère de Yūna, une courtière officiant en Italie.
Haruka Kazetsubaki (風椿葉流華, Kazetsubaki Haruka)
L’une des sœurs aînées de Kuriko.
Yuriya Shikimori (式森ゆりや, Shikimori Yuriya) / la « fille de Kazuki » (和樹の娘, Kazuki no musume) (surnom autoproclamé)
Jeune fille apparaissant pour la première fois dans l’ultime volume de la série d’histoires secondaires — ainsi qu’à la fois dixième et dernier de sa propre partie, Jonan no maki — Jū (じょなんの巻・じゅう).
Se présentant comme la fille de Kazuki, elle serait venue du futur pour intégrer la classe 2-B afin de rencontrer sa mère de qui elle vivrait séparée depuis son enfance, et dont elle ignorerait donc le nom ainsi que le visage.

#### Autres
Marlene Prominohoff (マレーネ・プロミノホフ, Marēne Purominohofu) / Distel (ディステル, Disuteru) (nom de code) / « la Sanglante / Die Blutig » (血まみれ, chimamire / Dei Burūtihi) (surnom)
Un agent apparaissant dans l’intrigue principale, rivale de Kaori.

### Exclusifs à l’adaptation animée
Karei Hirosaki (尋崎華怜, Hirosaki Karei) / « Mme la concierge » (管理人さん, kanrinin-san) (surnom)
La charmante gérante du dortoir Saiun (彩雲寮, Saiun ryō) où vit Kazuki.
Femme à lunettes calme, souriante et compréhensive, elle est souvent vue balayant devant le bâtiment.
Pour une raison inexpliquée, elle est toujours vêtue d’une tenue de deuil.
Le directeur Mori (森校長, Mori-kōchō)
Le directeur de l’Académie Aoi.
Le Pr Miura (三浦先生, Miura-sensei)
Un enseignant de l’Académie Aoi.
Mitsuaki Nanba (難波光昭, Nanba Mitsuaki)
Un élève affable et sans histoire de l’Académie Aoi qui est membre de l’association extrascolaire de biologie, aîné et béguin secret de Rin.
Garçon gentil et bon élève, sympathique et populaire auprès de ses camarades de l’association qui le reconnaissent comme leur « génie », il évite toutefois volontiers les grands évènements pour s’occuper de (ou avec) ses microscopes dont il prend grand soin.
Il est passionné par ses activités au sein de leur groupe.
La propriétaire [Rumiko] (女将（ルミ子）, okami [Rumiko])
Une tenancière d’auberge reculée en montagne et dont les sources chaudes auraient des propriétés « magiques ».
Accueillant dans son établissement Kazuki, venu en compagnie de Kuriko, elle démontre une personnalité aussi étrange que ses facultés personnelles.
Eri (絵里)
Kōichi Taki (滝晃一, Taki Kōichi) / « Taki » (滝) (crédits de générique)
Un homme plus âgé fréquentant Kuriko.
Individu à l’apparence d’employé de bureau aisé et aux airs bienveillants, il demeure pourtant suspect aux yeux des autres protagonistes.
À noter qu’il est nommé en référence à la compositrice et scénariste homonyme de l’adaptation animée (滝晃一 (ja)).
Le petit garçon (少年, shōnen)
Un petit garçon innomé surpris à fuir de bon matin le dortoir Saiun.
Il est accusé par Nakamaru de tentative de « vol » : ce dont doute Kazuki, qui se reconnaît en lui et tente de découvrir la vérité pour l’aider.
Il s’avère finalement qu’il essayait de « récupérer » des bijoux de valeur, que son aîné venait seulement de trouver dans le bac à sable d’un parc, afin de les rendre à leurs véritables propriétaires (trois fillettes de son âge, vraisemblablement des camarades de jeu).